# Orlacs Hände
Mâinile lui Orlac este un film de groază austriac din 1924, regizat de Robert Wiene.
Este bazat pe un roman omonim (Les Mains d'Orlac, 1920) scris de Maurice Renard.

## Distribuție
- Conrad Veidt - Paul Orlac
- Alexandra Sorina - Yvonne Orlac
- Fritz Kortner - Nera
- Carmen Cartellieri - Regine
- Fritz Strassny - tatăl lui Paul
- Paul Askonas - servitor

## Legături externe
- Orlacs Hände la Internet Movie Database
- Orlacs Hände la Allmovie
- Orlacs Hände la TCM Movie Database
- Hands of Orlac (1924) la Rotten Tomatoes
- Stummfilm.at Arhivat în 28 septembrie 2007, la Wayback Machine. de
- Arcor.de Arhivat în 5 mai 2006, la Wayback Machine. de
- Zelluloid.de Arhivat în 5 decembrie 2014, la Wayback Machine. de
- Película en línea en inglés y en español Arhivat în 21 februarie 2013, la Archive.is